# Tjesnac Viljkickoga
Tjesnac Viljkickoga (rus. Пролив Вилькицкого) je tjesnac između poluotoka Tajmir i otoka Boljševik u ruskom otočju Severnaja zemlja. 

## Geografija
Tjesnac povezuje Karsko i Laptevsko more. Duljina tjesnaca Viljkickog je 128 km, širina cca. 55 km, a dubine između 32 m i 210 m. 
Na ulazu u tjesnac sa zapada nalaze se otočje Heiberg i  otočje Firnley. Obale na strani poluotoka Tajmir prekrivene su vegetacijom tundre i razbacanim kamenjem. Sjeverna obala je viša, a prema jugu postaje niža. Rijeke koje se ulijevaju u tjesnac s kontinentalne strane nisu značajne. Plitke su i nisu pogodne za plovidbu.

## Klima
Tjesnac je prekriven santama leda tijekom cijele godine. 

## Povijest
Tjesnac je 1913. godine otkrila ruska hidrografska ekspedicija koju je vodio Boris Viljkicki, a zatim je 1918. po njemu nazvan tjesnac.

## Vanjske poveznice
|  | Zajednički poslužitelj ima još gradiva o temi Tjesnac Viljkickoga |